# 馬自達Millenia

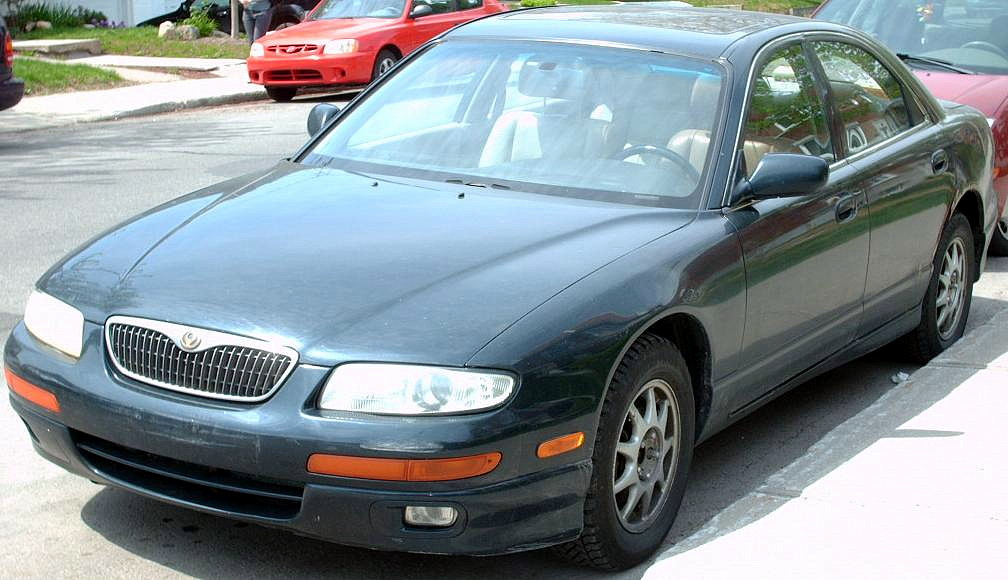
馬自達Millenia

馬自達Millenia（日语：マツダ・ミレーニア）是1990年代由日本馬自達汽車公司製造發售的中型豪華轎車，此車名使用於北美洲和臺灣，歐洲地區則稱馬自達Xedos 9、日本市場稱作Eunos 800。

## 概要
原本馬自達計畫在北美洲市場推出高級車品牌「Amati」，此車款為三個擬訂推出的車款之一，但由於財務問題及發展目標改變，「Amati」品牌並沒有繼續發展。該車款也於1993年秋季分別在歐洲以「馬自達Xedos 9」、在日本以「Eunos 800」（ユーノス800，僅限Eunos經銷商體系販售）的不同車名上市發表。遲至1995年，這部車才在北美洲以「馬自達Millenia」之名發售，以便替代在當地停售的旗艦車款馬自達929。事實上，Millenia並沒有前代車型，在它功成身退之後原廠也沒有繼續推出後繼車型。

### 米勒循環引擎
詳情參看米勒循環引擎與KJ-ZEM型引擎。

此款車最特殊之處就是搭載代號為KJ-ZEM的米勒循環引擎，並加裝了石川島播磨重工業製造、附有電子增壓控制器的雙螺管機械增壓器（Lysholm supercharger）。利用機械增壓的內壓及活塞向上運動的外壓對沖，比單純的活塞做功提高了15%的效率。是故Millenia的米勒循環引擎系統能以2.3L的排氣量達到3.0L的馬力輸出，而且達到高轉速時，增壓效率更是驚人。

## 歷史
1993年 - 10月因馬自達推行多品牌策略，此款車以旗艦車種的姿態在日本Eunos經銷商體系（該副品牌的經營理念是「十年基準」）銷售。在嶄新的TA平台上搭載V型六缸、米勒循環式、並加裝雙螺管機械增壓器（Lysholm supercharger）。配備包括雙前座安全氣囊、ABS防鎖死煞車系统、TCS循跡控制系統、鋁製引擎蓋、超高反射車身塗裝、太陽能天窗（solar powered ventilation system，也就是玻璃天窗結合了太陽能面板，從日照所汲取的能量，可供應給車內的通風系統使用）等豪華配備。另外還有一套偏航感應式四輪轉向系統（yaw-sensitive 4-wheel-steering），原廠宣稱擁有此項配備，跟BMW 850i與日產300ZX相同的速度下可以通過麋鹿測試（moose test）。
1994年 - 以「馬自達Xedos 9」之名在歐洲發售。
1995年 - 以「馬自達Millenia」之名在北美洲發表上市。
1996年 - 正式名稱改為「馬自達Eunos 800」，車尾銘牌把馬自達商標與Eunos 800並置。同時進行小改款，將雙前座SRS安全氣囊列為標準配備。為了降低成本，把引擎蓋改為鐵製。將所有等級重新整理，搭載2.3L米勒循環引擎的級距稱作「MC」（Miller cycle之縮寫），搭載2.5L引擎的入門級稱為「Millenia」，為翌年的再度更名埋下伏筆。
1997年 - 馬自達停止使用Eunos副品牌，故車名與北美洲市場一樣改成馬自達Millenia。
1998年 - 進行小改款，把前後方向燈殼從黃色改成白色，變更鋁合金鋼圈的造型，另外追加一具2.0L V型六缸DOHC的KF-ZE型引擎。
2000年 - 車頭造型做了大改變，五角盾型的進氣壩改為鍍鉻橫柵式，方向燈被整合在大燈旁，霧燈造型也稍作調整。此外，KJ-ZEM型米勒循環引擎被屏除了。
2002年 - 因應日本新頒布的汽車廢氣排放標準，2.0L引擎不再使用，只剩2.5L引擎一種動力。
2003年 - Millenia停止生產並走入歷史，因馬自達的母公司福特集團內部意見分歧，並沒有推出後繼車種。

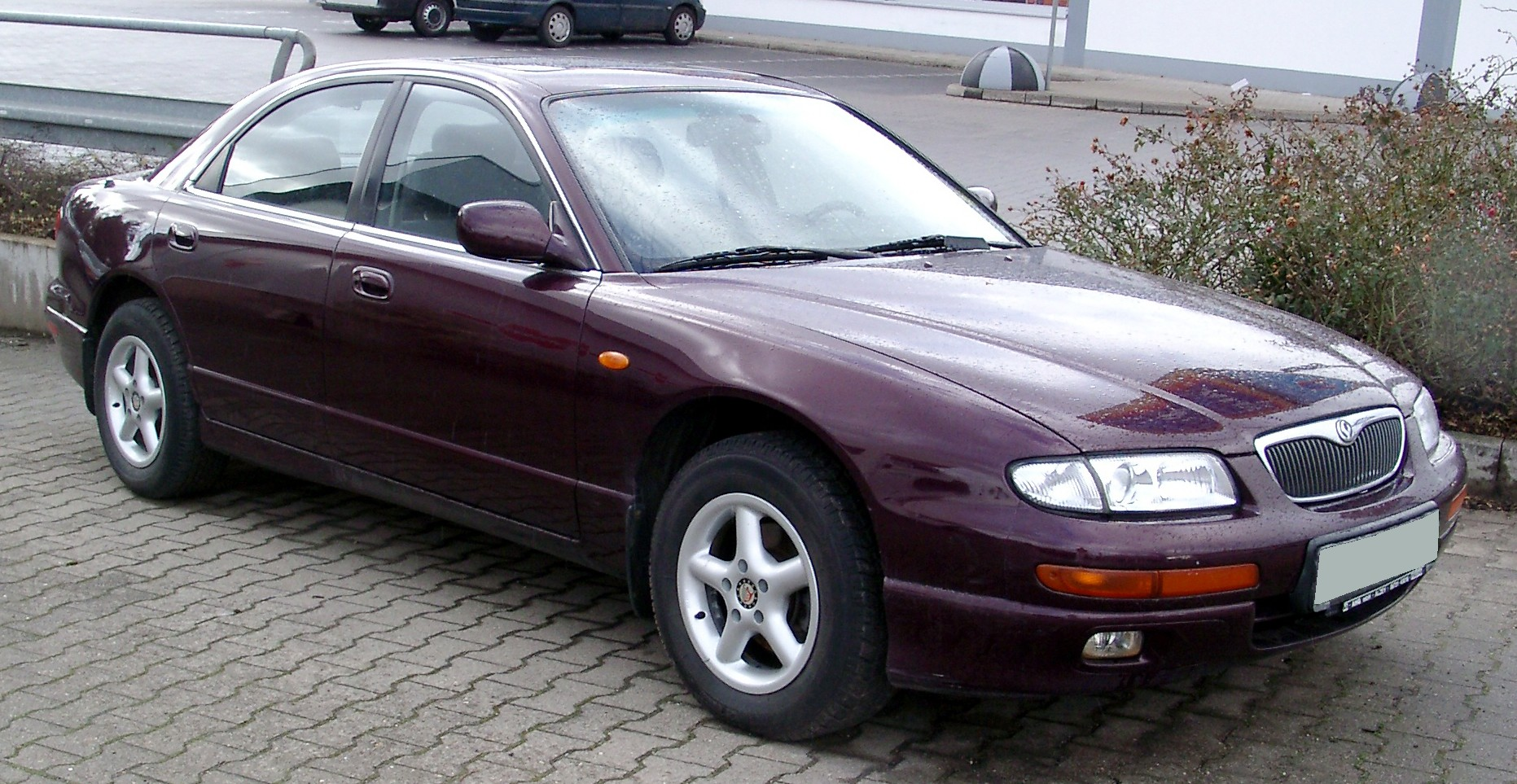
歐洲版Xedos 9車頭
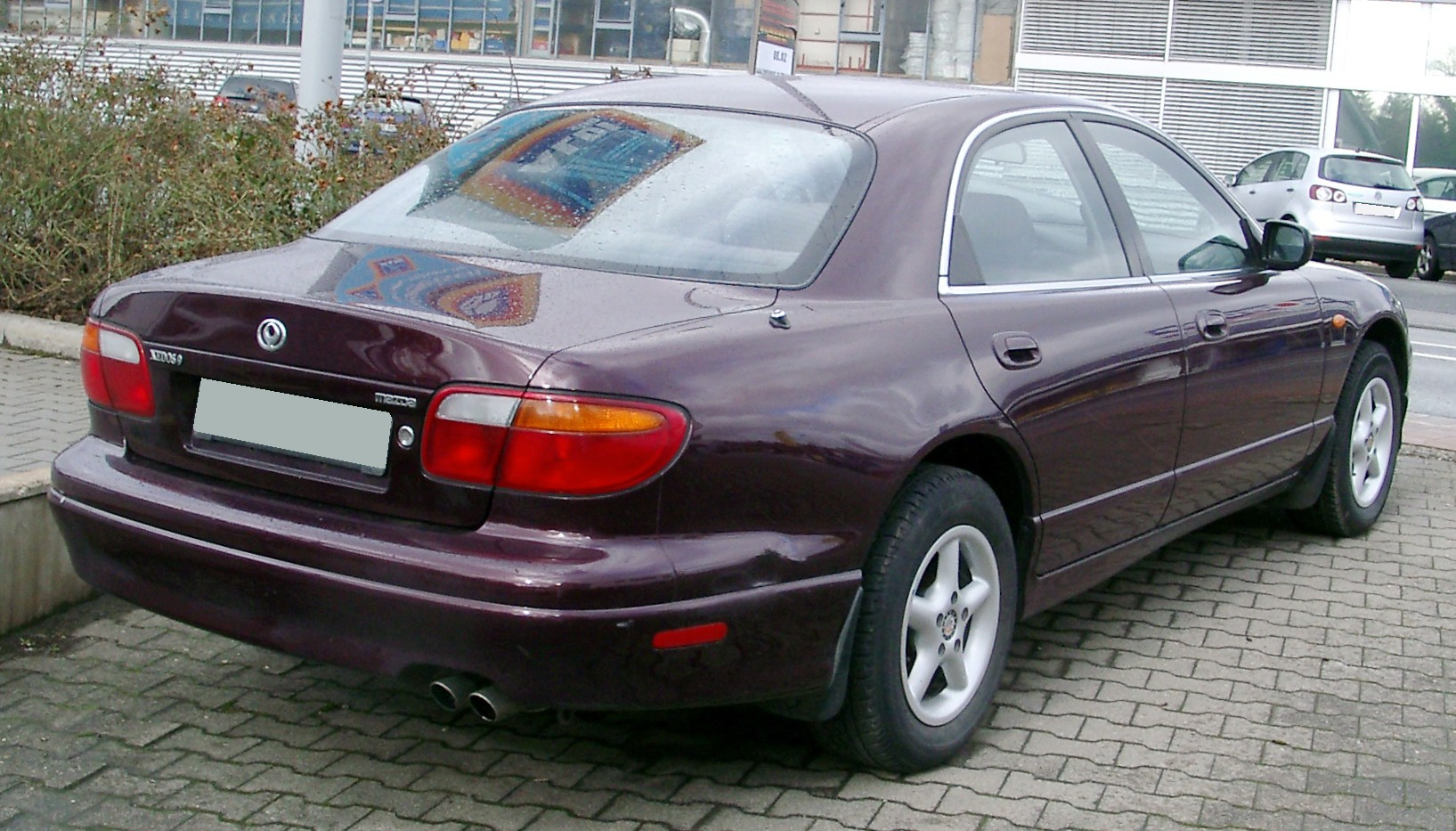
歐洲版Xedos 9車尾
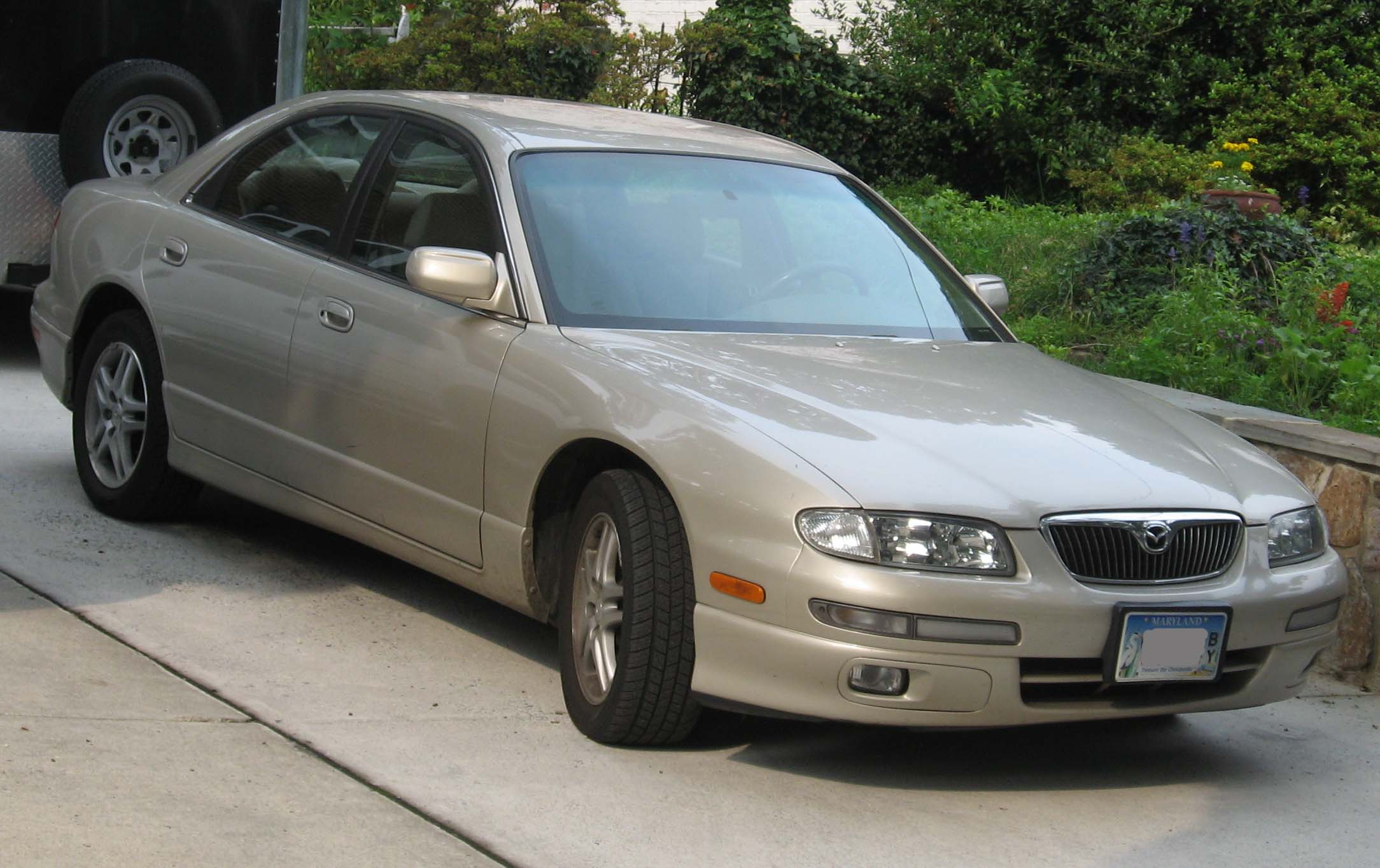
美國版馬自達Millenia
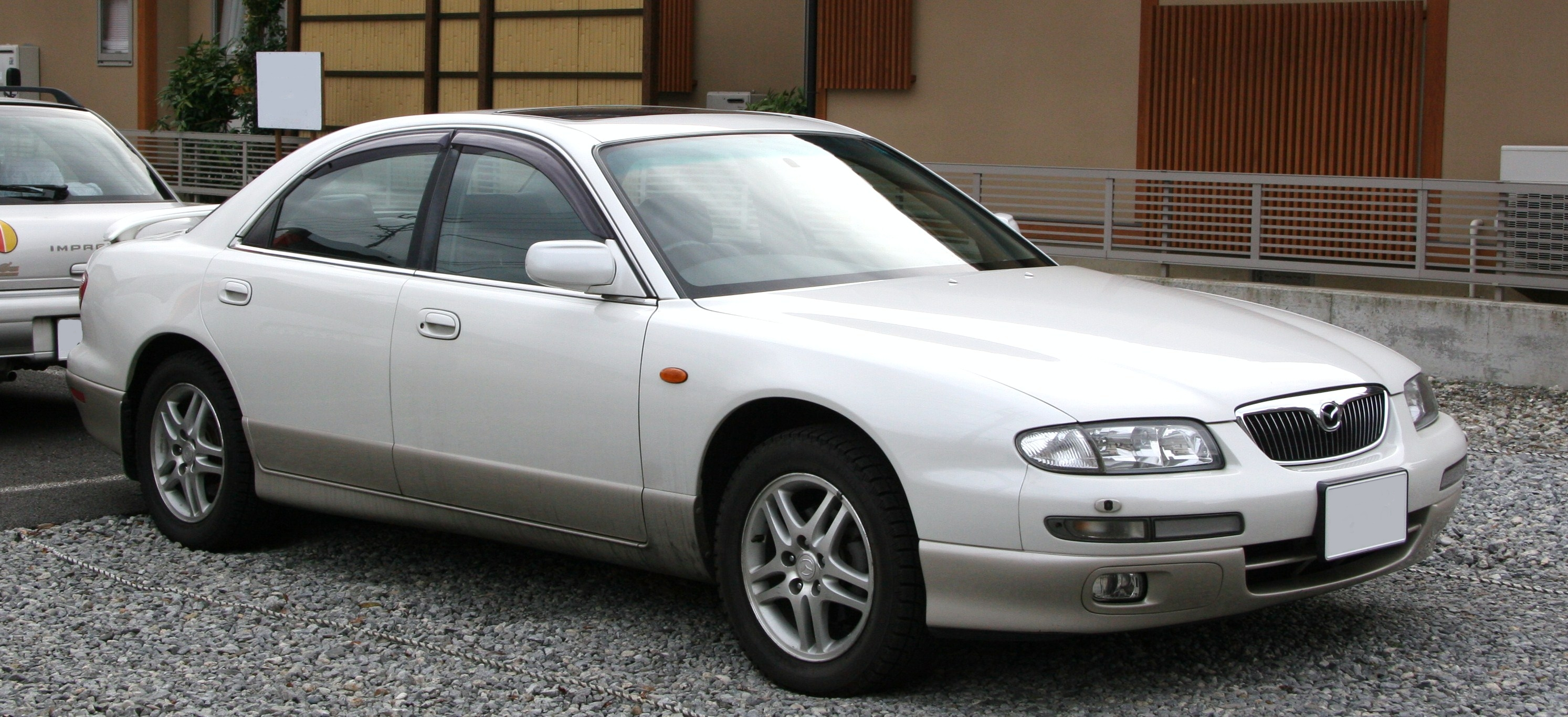
美國版馬自達Millenia車頭
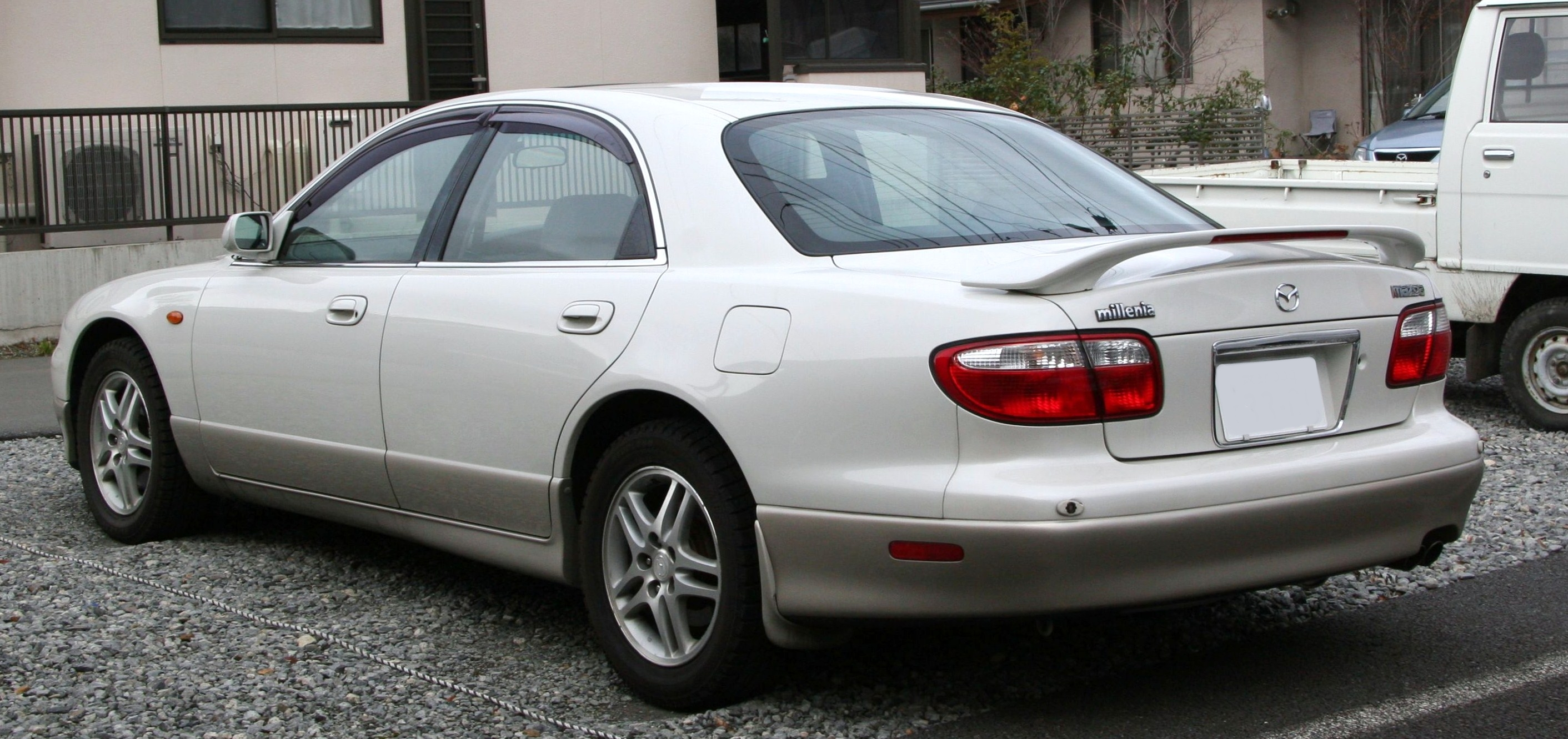
美國版馬自達Millenia車尾
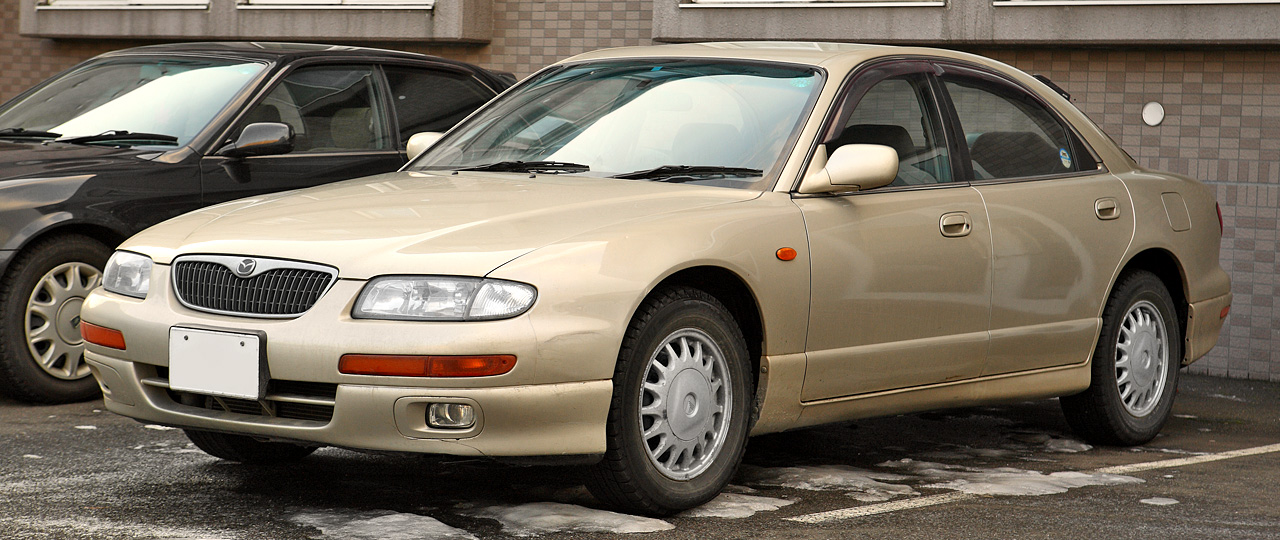
日本版Eunos 800車頭（前期型）
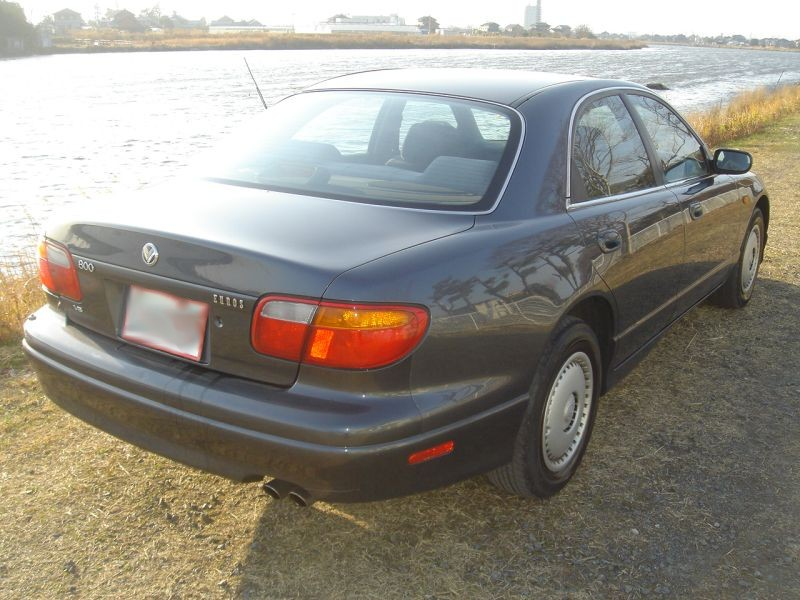
日本版Eunos 800車尾（銘牌為Eunos而非馬自達）

## 外部連結
- 汽車線上：MAZDA Millenia 2001年式車款全新上市 （页面存档备份，存于）